# Philippe Petit
Philippe Petit (Nemours, 13 de agosto de 1949) é um equilibrista francês, que ficou famoso pela sua caminhada ilegal entre as Torres Gêmeas em Nova York no dia 6 de Agosto de 1974. Ele usou um cabo de 450 libras (204,3 quilogramas) para fazer tal façanha.
Com apenas 24 anos de idade, Petit atravessou oito vezes as inacabadas torres a 411,48 metros (aproximadamente 1,350 pés) acima do solo. Petit levou seis anos planejando e, durante este tempo, aprendeu tudo que podia sobre os edifícios. Sua acrobacia saiu em manchetes pelo mundo inteiro.
Com amigos, aprendeu a subi-las sem ser detectado e escondeu cabos e preparou a travessia. Na manhã escolhida usaram um arco e flecha para depois lançar o cabo entre as torres. Quando deram por ele, já ia a meio da travessia.
Ele teve a primeira "inspiração" enquanto estava sentado no consultório do seu dentista em Paris. Foi assim que viu um artigo sobre as torres incompletas, junto com uma ilustração do modelo.
A imensa cobertura das notícias e a apreciação do público da acrobacia de Petit resultou em "esquecimento" das acusações formais relatando a sua caminhada. Entretanto, por sua perigosa performance, a corte "sentenciou" Petit a uma pena que consistiu em realizar uma nova performance, desta vez para crianças, no Parque Central de Nova Iorque. Além disso Petit foi presenteado com um visto permanente, que lhe garantia visitar a Plataforma de Observação das Torres Gêmeas pelas autoridades portuárias de Nova Iorque e  Nova Jérsia sempre que quisesse.
Philippe também foi o malabarista mais novo e moderno de rua em Paris em 1968. Ele fez malabarismos e trabalhou numa corda bamba regulamente no Washington Square Park na cidade de Nova York nos anos de 1970.
Petit antigamente foi artista residente na Cathedral of St. John The Divine na cidade de Nova Iorque. Outra famosa construção usada para corda bamba inclui essa catedral, a Louisiana Superdome, e entre o Palais de Chaillot e a Torre Eiffel.
A travessia de Petit nas torres gêmeas foi representada no documentário Man on Wire, dirigido por James Marsh, sendo lançado em 2008.
Em 2015, foi lançado The Walk, filme dirigido por Robert Zemeckis que conta a história de Petit até a travessia de 6 de agosto de 1974. No filme, Petit é interpretado por Joseph Gordon-Levitt. Ambos os filmes foram baseados no livro To Reach the Clouds, que foi escrito por Petit. Petit fez o "impossível ".